# 于毅夫

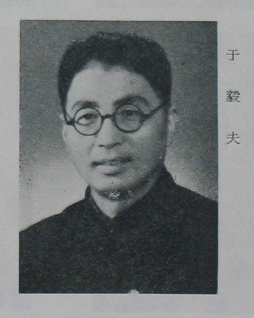
于毅夫近照

于毅夫（1903年5月9日—1982年6月11日），原名于成泽，吉林双城堡人，中国近代政治人物。

## 生平

### 早年经历
于毅夫于1917年起就读于天津南开学校。1920年考入同济大学预科，后因参与学潮而被开除。此后又曾就在北京平民大学、汇文大学读书，1924年考入燕京大学历史系。期间积极参与学生运动。1927年毕业后，曾在民国大学任校刊总编、图书馆馆长。次年应潘景武之邀，出任黑龙江省立第一中学校长。1929年赴北平参加东北学会。1930年前往天津，任东北军张学铭秘书。后由张学铭推荐出任中国国民党北平军分会参事，暗中从事中共军事情报工作。

### 中年经历
1936年正式加入中国共产党，任中共北平特别支部宣传委员。1937年参与组织东北救亡总会并任常委、宣传部长，次年出任中共党组书记。1943年任新华社华中分社总编辑。次年改任新四军情报部部长。抗战结束后出任嫩江省人民政府主席。1947年1月11日，東北解放區政務委員會常務委員會決定合併黑龍江、嫩江兩省政府為聯合省政府，于毅夫任主席。:8264
中华人民共和国成立后出任黑龙江省人民政府主席。1952年调任中共中央统战部副部长。1958年6月，他“响应关于干部下放劳动锻炼的号召”，到吉林省永吉县担任第一县委书记，并兼任吉林市第一市委书记。1960年任中共吉林省委书记处书记。

### 晚年经历
1965年起改任第四届全国政协常委。文化大革命期间被捕入狱长达7年。文革结束后，又出任第五届全国政协常委、吉林省政协副主席等职。1982年在长春逝世，享年79岁。